# Ucieczka Logana (film)
Ucieczka Logana – amerykański film fantastycznonaukowy z 1976 roku w reżyserii Michaela Andersona na podstawie powieści Williama F. Nolana i George’a Claytona Johnsona. Film zdobył Oscara za efekty specjalne oraz był nominowany w dwóch innych kategoriach (zdjęcia, scenografia). Scenariusz był nominowany do nagrody Nebula.
Ucieczka Logana była pierwszym filmem zrealizowanym w technice Dolby Stereo.
Film jest dystopią, opowiadającą o społeczeństwie zamkniętym pod kopułą, w świecie niezbyt odległej przyszłości. Społeczeństwem tym rządzą surowe reguły – po 30. roku życia każdy jego członek udaje się na przymusową „reinkarnację”. Jeden ze strażników, pilnujących porządku, tytułowy Logan 5, odkrywa, że owa reinkarnacja jest w istocie zabijaniem nadliczbowych jednostek. Poruszony tym, ucieka, zabierając ze sobą piękną Jessicę 6.

## Obsada
- Michael York – Logan 5
- Jenny Agutter – Jessica 6
- Richard Jordan – Francis 7
- Roscoe Lee Browne – Box
- Farrah Fawcett – Holly 13
- Peter Ustinov – starzec